# George Gao
Gao Fu (en chinois 高福), dit George Gao, est un médecin chinois. Il est actuellement directeur du Centre chinois de contrôle et de prévention des maladies, directeur adjoint de la Fondation nationale des sciences naturelles de Chine et directeur adjoint de l'Académie des sciences de la vie de Pékin.

## Biographie
Gao Fu naît à Yingxian, dans la province du Shanxi, en 1961. Issu d'une famille pauvre (son père est menuisier et sa mère agricultrice), il est l'aîné de six enfants. En 1979, il postule à l'université de technologie de Taiyuan. Bien que ses notes dépassent la ligne d'admission, l'école refuse de l'accepter en raison de sa myopie [Note 1]. Gao Fu intègre à contrecœur l'université agricole du Shanxi où il étudie la médecine vétérinaire,, puis l'Université agronomique de Chine où il est diplômé en 1986 en microbiologie des maladies infectieuses animales. Cela lui permet de réorienter ses études vers les maladies infectieuses : il devient assistant d'enseignement en virologie dans la même université. De 1991 à 1994, il effectue son doctorat en biochimie (virologie moléculaire) à l'Université d'Oxford au Royaume-Uni. Il effectue ensuite ses recherches post-doctorales à l'Université de Calgary (Canada), à l'Université d'Oxford et enfin à l'Université Harvard (États-Unis). De 2001 à 2004, il enseigne à l'Université d'Oxford,,.
En 2004, George Gao est sélectionné par le « programme des cent talents » de l'Académie chinoise des sciences et nommé directeur de l'Institut de microbiologie (2004-2008). Il est ensuite doyen adjoint de l'Académie des sciences de la vie de Pékin (depuis 2008), directeur d'un laboratoire de microbiologie et d'immunologie des agents pathogènes (depuis 2008), et membre de l'Académie chinoise des sciences (depuis 2013), puis doyen du Collège médical de celle-ci (depuis 2015). Il est également président de la Société chinoise d'ingénierie biologique vice-président de l'Association médicale chinoise directeur adjoint de la Fondation nationale des sciences naturelles de Chine et du comité permanent du comité de l' Association chinoise des sciences et technologies et membre du 13e comité national de la Conférence consultative politique du peuple chinois.
En plus de la recherche scientifique fondamentale, George Gao accède à de hautes responsabilités en santé publique : directeur adjoint du Centre chinois de contrôle et de préventions des maladies (CDC) en 2011, il en devient directeur en août 2017.

## Recherche
Les recherches de George Gao en virologie et en immunologie, publiés dans des revues scientifiques prestigieuses telles que Science, Nature, The Lancet, New England Journal of Medicine, etc, portent principalement sur les maladiesinfectieuses émergentes.
Ses contributions les plus marquantes sont,：
- La description du mécanisme par lequel le virus de la grippe A (H5N1) est transféré des oiseaux infectés aux mammifères infectés[16],[17].
- La découverte de l'origine multiple du virus de la grippe A (H7N9) (canards pour un des gènes (HA), oiseaux migrateurs pour un autre (NA), les six gènes internes du virus étant originaires du virus de la grippe A (H9N2) présent chez le poulet)[18],[19].
- Le séquençage génétique du virus Ebola responsable de l'épidémie de 2014 en Sierra Leone, par le laboratoire mobile du CDC chinois, qui permet de décrire l'évolution et la diversité génétique du virus. L'absence de mutations accélérées jusque-là envisagées par la communauté scientifique permet de rassurer les agences mondiales de prévention et de contrôle des épidémies[20],[21],[22].

## Épidémie de Covid-19
Lors de l'épidémie due au coronavirus de 2019-2020, George Gao est le directeur du Centre chinois de contrôle et de prévention des maladies.

### Accusations de diffusion irrégulière de données
Le 29 janvier 2020, le The New England Journal of Medicine publie un article dont Gao est l'un des auteurs avec d'autres membres du CDC et des chercheurs de l'université de Hong-Kong, et qui affirme qu' "il existe des preuves que la transmission interhumaine par des contacts étroits s'est produite à partir de la mi-décembre 2019" [Note 2]. Or d'après la loi chinoise, en tant qu'institution publique, le CDC n'a pas le droit de divulguer publiquement les informations dont il dispose sur les maladies infectieuses : cette prérogative est réservée à la Commission nationale de la santé. Certaines personnes émettent l'hypothèse que l'article était une tentative de contourner cette interdiction. Interrogés, Gao Fu et son co-auteur Feng Zijian, directeur adjoint du CDC, affirment que leur conclusion est fondée sur des inférences rétrospectives des données actuelles et ne s'appuie pas sur des données confidentielles, et que la publication d'articles a aidé des collègues nationaux et étrangers à participer à la prévention et au contrôle de l'épidémie,,,.

### Entretien avecScience
Dans une interview publiée le 27 mars 2020 par la revue américaine Science, il émet des doutes sur l’origine de la pandémie en déclarant que « quatre des cinq premiers patients infectés n’avaient aucun lien avec le marché de Huanan », en attendant des résultats scientifiques plus probants. De même, il déclare qu’il n’existe « aucune preuve solide de l’existence de foyers épidémiques dès le mois de novembre 2019 ».

### Vaccins chinois
Le 10 avril 2021, George Gao indique que les vaccins chinois  « n’ont pas des taux de protection très élevés ». Pour pallier ce déficit d'efficacité George Gao préconise d'utiliser des vaccins différents avec plusieurs injections. Il propose aussi de modifier l'intervalle entre les doses et de réaliser une troisième injection en particulier avec les vaccins à ARN messager.

### Découverte de Florence Débarre
En mars 2023, Florence Débarre découvre dans des données génétiques en ligne que celles-ci montrent pour la première fois que des animaux sensibles au coronavirus étaient présents sur le marché de Wuhan. Conformément aux règles de la base de données Gisaid, son équipe contacte les scientifiques chinois qui ont mis en ligne les données génétiques pour leur demander la permission de les analyser, ce qui, selon elle, a été accordé. Un jour plus tard, ils envoient un e-mail pour partager leur découverte de la présence d'ADN de chien viverrin dans les séquences. Le lendemain, les dossiers sont rendus inaccessibles, apparemment à la demande des chercheurs chinois, dont le virologue George Gao.

## Prix et distinctions
- Academicien de l'Académie des sciences, 2013[34]
- Membre de l'Académie mondiale des sciences (TWAS), 2014[34]
- Membre de l'Academie américaine de microbiologie, 2015[34]
- Membre  de l'Organisation européenne de biologie moléculaire (EMBO), 2016[34]
- Membre de l'Association américaine pour l'avancement de la Science (AAAS), 2016[34]
- Membre de l'Académie des Sciences d'Ecosse, (RSE), 2017[34]
- Membre de l'Académie africaine des sciences (AAS), 2017[34]
- Académicien de l'Académie Eurasienne Internationale des Sciences, 2018 [34]
- Associé étranger de l'Académie nationale des sciences des États-Unis, 2019[34]